# Mendelssohn & Co.
Mendelssohn & Co. is een voormalige Berlijnse bank die in 1795 werd opgericht door de joodse bankier Joseph Mendelssohn (1770-1848). De bank werd tot liquidatie gedwongen nadat deze in 1938 door de nazi's was geariseerd en haar activa door de Deutsche Bank waren overgenomen.
Van 1920 tot 1939 had de bank ook een vestiging in Amsterdam, die vooral actief was in de effectenhandel. Fritz Mannheimer kreeg hier de leiding. Mannheimer was een briljante beursman met een uitgesproken intuïtie voor marktstemmingen en prijsbewegingen. Voor het bankiersvak had hij minder feeling. Hij overleed in Frankrijk toen de bank er al heel slecht voor stond. Niet veel later werd de bank failliet verklaard.
Op kosten van de bank legde Mannheimer een omvangrijke kunstverzameling aan. Deze kunstverzameling was uiteindelijk een belangrijk bestanddeel in de failliete boedel. Tijdens de Tweede Wereldoorlog kwam deze verzameling in Duitsland terecht. De afwikkeling van het faillissement duurde bijna twintig jaar vanwege juridische procedures rond de kunstverzameling. Uiteindelijk werd ongeveer de helft van deze verzameling in het Rijksmuseum ondergebracht.